# Chanin Sae-ear
Chanin Sae-ear (tiếng Thái: ชนินทร์ แซ่เอียะ; RTGS: Chanin Sae-ia, sinh ngày July 5, 1992 ở Thái Lan), còn được biết với tên đơn giản Bas (tiếng Thái: บาส) là một Cầu thủ bóng đá người Thái Lan thi đấu ở vị trí thủ môn cho câu lạc bộ Giải bóng đá Ngoại hạng Thái Lan Chonburi và đội tuyển quốc gia Thái Lan.

## Sự nghiệp quốc tế
Anh cũng đại diện U-23 Thái Lan ở Đại hội thể thao châu Á 2014.
Chanin là một phần của đội hình Thái Lan ở Giải vô địch bóng đá Đông Nam Á 2014. 
Vào tháng 5 năm 2015, anh được triệu tập vào Thái Lan để thi đấu Vòng loại giải vô địch bóng đá thế giới 2018 khu vực châu Á với Việt Nam.
Chanin là thủ môn xuất phát cho U-23 Thái Lan ở Đại hội Thể thao Đông Nam Á 2015, anh chỉ bị thủng lưới một bàn trong cả giải đấu.

### Quốc tế
Tính đến 12 tháng 11 năm 2015
| Đội tuyển quốc gia | Năm  | Số trận | Bàn thắng |
| ------------------ | ---- | ------- | --------- |
| Thái Lan           | 2014 | 1       | 0         |
| Thái Lan           | 2015 | 1       | 0         |
| Thái Lan           | Tổng | 2       | 0         |

## Danh hiệu

### Câu lạc bộ
Sriracha
- Thai Division 1 League (1): 2010

### Quốc tế
U-23 Thái Lan
- Sea Games  Huy chương Vàng (2); 2013, 2015

Thái Lan
- Giải vô địch bóng đá Đông Nam Á (2): 2014, 2016
- Cúp Nhà vua Thái Lan (1): 2016